# Barajas (district)
Barajas is een district in het oosten van de Spaanse hoofdstad Madrid. In dit stadsdeel is de gelijknamige luchthaven gelegen. In het westen grenst het stadsdeel aan Hortaleza. Barajas telt ongeveer 43.000 inwoners.
In Barajas bevindt zich het hoofdkwartier van Airbus Military, de militaire divisie van vliegtuigbouwer Airbus.

## Wijken
- Alameda de Osuna
- Aeropuerto
- Casco Histórico de Barajas
- Timón
- Corralejos

Centro · Arganzuela · Retiro · Salamanca · Chamartín · Tetuán · Chamberí · Fuencarral-El Pardo · Moncloa-Aravaca · Latina · Carabanchel · Usera · Puente de Vallecas · Moratalaz · Ciudad Lineal · Hortaleza · Villaverde · Villa de Vallecas · Vicálvaro · San Blas · Barajas